# Поликсена (Софокл)
«Поликсена» (др.-греч. Πολυξένη) — трагедия древнегреческого драматурга Софокла (V век до н. э.), сюжет которой связан с мифами о Троянской войне. Её текст утрачен за исключением ряда небольших фрагментов (522—528 Radt).
Главная героиня пьесы — дочь царя Трои Приама Поликсена. Согласно одному из вариантов мифа, Ахилл хотел на ней жениться, но был убит Парисом, когда пришёл в храм для заключения брака. Позже Поликсену принесли в жертву на могиле героя. Один из уцелевших фрагментов текста — слова тени Ахилла, другой — слова царя Спарты Менелая, спорящего с братом Агамемноном о сроках возвращения домой. Ещё один фрагмент — предположительно часть пророчества Кассандры о гибели Агамемнона.